# PowerPC

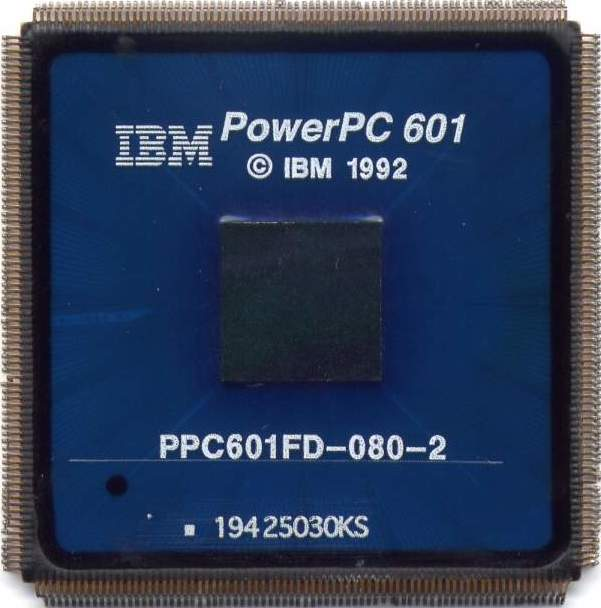
IBM PowerPC 601-processor

PowerPC är en RISC-processorarkitektur skapad 1991 av Apple–IBM–Motorola-alliansen, känd som AIM. PowerPC är baserad på IBM:s tidigare POWER-arkitektur, och håller en hög kompatibilitetsnivå med den. Power är en förkortning för Performance Optimization With Enhanced RISC, och PC står för Performance computing. 2006 döptes arkitekturen om till Power Architecture i och med att olika varianter av arkitekturen förenades till en gemensam standard.
IBM-system som använder PowerPC är System p och System i. När POWER6 utvecklades var tanken att alla IBM:s egna system skulle använda Power-arkitekturen, alltså även System z, så skedde dock inte.

## Historik
PowerPC bygger på en prototyp av en helt ny sorts processor, tillverkad av IBM i slutet av 70-talet. Idén var att göra en processor med så få, korta instruktioner som möjligt och istället utföra många instruktioner per klockcykel. Vid tiden var det en revolutionerande idé och kom att kallas för RISC-teknologi. Arbetet resulterade med tiden i det som benämns som POWER runt år 1990, POWER användes tidigt i RS/6000-maskiner från IBM. När utvecklingen gick vidare tillsammans med Motorola och Apple döpte man samtidigt den nya processorserien till PowerPC.
PowerPC-processorerna användes i datorer tillverkade av Apple mellan 1994 och 2006. Därefter har företaget gått över till att använda processorer tillverkade av Intel.
Motorola har dragit sig ur marknaden för tillverkning av processorer och knoppade av sin andel i det fristående företaget Freescale Semiconductor. IBM har slutat att tillverka processorer för persondatorer och tillverkar numera i första hand processorer avsedda att användas i större datorsystem samt TV-spel som till exempel Xbox 360, Wii och Playstation 3.
IBM:s POWER har hela tiden utvecklats parallellt med PowerPC.
Idéer i de senare generationerna av Power från IBM har framförallt hämtats från forsknings- och utvecklingsenheten i Rochester som gör System i.
Power6 är den snabbaste produktionsprocessorn i världen i 5.0 GHz-versionen (2007, 2008).

## Operativsystem för PowerPC
Det finns en uppsjö operativsystem utvecklade för PowerPC-arkitekturen men de vanligaste i användning idag är AIX, i5/OS och Linux.
Flera andra mer eller mindre kända operativsystem har varit eller är tillgängliga för PowerPC:
- Windows NT, senaste version med PowerPC-stöd var version 4.0.
- Linux
- OS/2, en release av OS/2 Warp med begränsad funktionalitet (inget nätverksstöd).
- Solaris, åtminstone version 2.5.1 kom i en PowerPC-version. OpenSolaris finns för PowerPC. [2]
- K42, forskningsoperativsystem från IBM.
- NetBSD
- OpenBSD
- FreeBSD
- Mac OS, BSD-baserat system.
- AmigaOS 4
- MorphOS AmigaOS-liknande system.

## Lista över PowerPC-modeller
- 601
- 602
- 603 1995
- 604 1996
- 860 kallad PowerQUICC (en PowerPC-kärna med inbyggda tillägg för I/O, ex. serieportar m.m.)
- 603e
- 604e 1997
- 620 (64-bitars, aldrig marknadsförd)
- x704 (Utvecklad av Exponential, aldrig marknadsförd)
- 740/750 (PowerPC G3)
- 7400 (PowerPC G4) 1999
- Gekko (Nintendo Gamecube) 2000
- POWER4 (2001)
- 7450 (PowerPC G4+) 2001
- 750FX (PowerPC G3) 2002
- 970 (PowerPC G5 – 64 bit) 2003
- 970FX
- Xenon (Microsoft Xbox 360) 2005
- Broadway (Wii från Nintendo) 2006